# Alexandros Papadiamantis

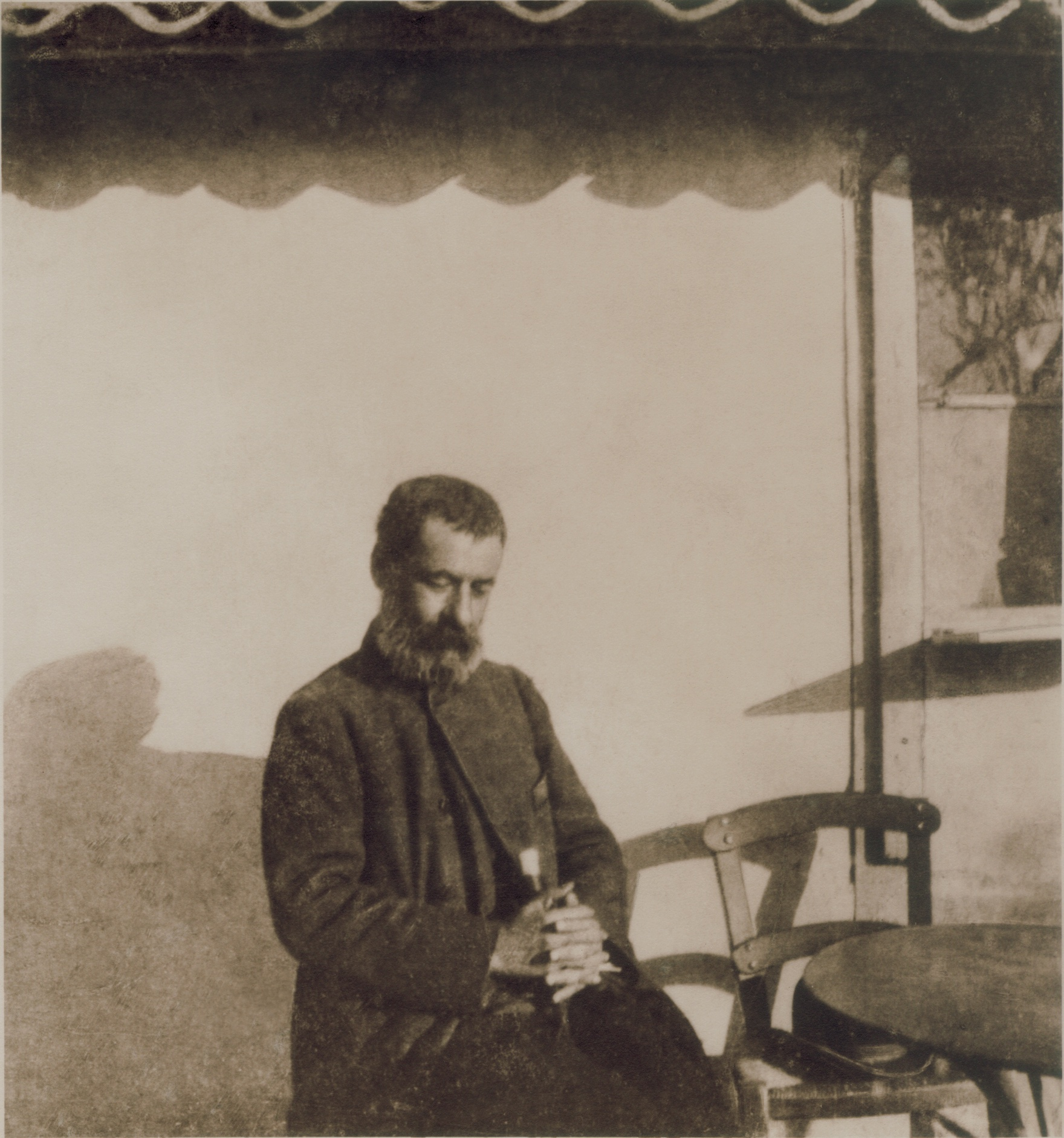
Papadiamantis - fotografie de Pavlos Nirvanas, 1906

Alexandros Papadiamantis (în greacă Ἀλέξανδρος Παπαδιαμάντης; n. 4 martie 1851, Skiathos⁠(d), Tesalia-Grecia centrală⁠(d), Grecia – d. 3 ianuarie 1911, Skiathos⁠(d), Tesalia-Grecia centrală⁠(d), Grecia) a fost un important scriitor grec din secolul al XIX-lea.